# David Kopp
David Kopp (født 5. januar 1979) er en tysk tidligere professionel cykelrytter, som har cyklet for det professionelle cykelhold Team Gerolsteiner.